# Чемпионат Европы по академической гребле 2011
Чемпионат Европы по академической гребле 2011 года прошёл с 16 по 18 сентября в городе Пловдив (Болгария). В нём приняло участие 389 гребцов из 28 стран, которые разыграли награды в 14 дисциплинах.

## Медалисты

### Мужчины
| Дисциплина              | Золото | Время   | Серебро | Время   | Бронза | Время   |
| ----------------------- | --- | ------- | --- | ------- | --- | ------- |
| M1x Одиночки            | Литва · Миндаугас Гришконис | 7:02,74 | Германия · Фалько Нольте | 7:04,99 | Хорватия · Марио Векич | 7:08,17 |
| M2x Двойки парные       | Литва · Саулюс Риттер · Роландас Мащинскас | 6:23,05 | Сербия · Марко Марьянович · Душан Богичевич                                                                                                | 6:24,90 | Россия · Артём Косов · Дмитрий Хмыльнин | 6:25,87 |
| M2- Двойки распашные    | Греция · Николаос Гунтулас · Апостолос Гунтулас | 6:31,63 | Италия · Никколо Морнати · Лоренцо Карбончини                                                                                              | 6:34,26 | Сербия · Йован Попович · Никола Стоич | 6:43,97 |
| M4x Четвёрки парные     | Россия · Никита Моргачёв · Алексей Свирин · Игорь Салов · Сергей Федоровцев                                                                                            | 5:45,17 | Эстония · Андрей Ямся · Аллар Рая · Тыну Эндрексон · Каспар Таймсоо                                                                        | 5:47,07 | Польша · Конрад Василевский · Виктор Хабель · Камиль Зайковский · Пётр Личнерский                                                                                        | 5:51,00 |
| M4- Четвёрки распашные  | Греция · Стергиос Папахристос · Иоаннис Цилис · Георгиос Дзиаллас · Иоаннис Христу                                                                                     | 5:58,12 | Беларусь · Вадим Лялин · Денис Мигаль · Станислав Щербаченя · Александр Козубовский                                                        | 6:01,45 | Италия · Марио Паонесса · Франческо Фосси · Лука Агаменнони · Андреа Пальмизано                                                                                          | 6:06,10 |
| M8+ Восьмёрки           | Польша · Марцин Бжезинский · Рафал Хеймей · Дариуш Радош · Пётр Хойка · Миколай Бурда · Пётр Ющак · Кристиан Арановский · Михал Шпаковский · Даниэль Трояновский (рул) | 5:37,38 | Чехия · Иржи Срна · Корнель Альтман · Давид Сабо · Ян Пильц · Якуб Подразил · Якуб Колос · Петр Мелихар · Матиаш Кланг · Мартин Шума (рул) | 5:39,38 | Украина · Антон Холязников · Виктор Гребенников · Иван Тимко · Артём Мороз · Андрей Приведа · Валентин Клецкой · Олег Лыков · Сергей Чиканов · Александр Коновалюк (рул) | 5:39,63 |
| Лёгкий вес              | |         | |         | |         |
| LM2x Двойки парные      | Италия · Лоренцо Бертини · Элиа Луини | 6:28,83 | Греция · Элефтериос Консолас · Панайотис Магданис                                                                                          | 6:31,84 | Португалия · Педро Фрага · Нуну Мендеш | 6:34,08 |
| LM4- Четвёрки распашные | Италия · Даниэле Данесин · Андреа Каяньелло · Марчелло Миани · Мартино Горетти                                                                                         | 6:02,68 | Чехия · Ян Ветешник · Ондржей Ветешник · Иржи Копач · Мирослав Враштил                                                                     | 6:05,63 | Сербия · Неманя Нешич · Милош Станоевич · Ненад Бабович · Милош Томич | 6:08,77 |

### Женщины
| Дисциплина           | Золото | Время   | Серебро | Время   | Бронза | Время   |
| -------------------- | --- | ------- | --- | ------- | --- | ------- |
| W1x Одиночки         | Чехия · Мирослава Кнапкова | 7:52,03 | Россия · Юлия Левина | 7:58,37 | Литва · Доната Виштартайте | 8:02,46 |
| W2x Двойки парные    | Украина · Анастасия Коженкова · Яна Дементьева | 7:06,17 | Сербия · Ива Обрадович · Ивана Филипович | 7:08,27 | Чехия · Ленка Антошова · Йитка Антошова | 7:11,31 |
| W2- Двойки распашные | Румыния · Камелия Лупашку · Николета Альбу | 7:29,22 | Беларусь · Юлия Бичик · Наталья Гелах | 7:31,50 | Италия · Клаудиа Вурцель · Сара Бертолази | 7:37,79 |
| W4x Четвёрки парные  | Украина · Светлана Спирюхова · Наталья Губа · Татьяна Колесникова · Екатерина Тарасенко                                                                                   | 6:32,75 | Польша · Агнешка Кобус · Каролина Гниадек · Сильвия Левандовская · Наталия Мадай                                                                                              | 6:35,30 | Румыния · Кристина Илие · Йоана Крэчун · Камелия Лупашку · Николета Альбу                                                                                            | 6:41,61 |
| W8+ Восьмёрки        | Румыния · Мария Бурсук · Йонелия Захария · Кристина Григораш · Ирина Дорняну · Аделина Кожокариу · Андрея Богьян · Роксана Коджану · Эникё Мирончик · Теодора Гыдою (рул) | 6:14,98 | Беларусь · Екатерина Шлюпская · Маргарита Кречко · Ольга Березнёва · Наталья Гелах · Анна Нахаева · Татьяна Кухта · Юлия Бичик · Анастасия Фадеенко · Ярослава Павлович (рул) | 6:20,52 | Украина · Оксана Голуб · Анна Гуцаленко · Ольга Гурковская · Нина Проскура · Елена Буряк · Светлана Новиченко · Любовь Сташко · Анна Концевая · Анна Гайдукова (рул) | 6:23,82 |
| Лёгкий вес           | |         | |         | |         |
| LW2x Двойки парные   | Греция · Христина Язидзиду · Александра Циаву | 7:15,50 | Великобритания · Кэтрин Твиман · Андреа Деннис | 7:20,26 | Италия · Лаура Милани · Энрико Мараска | 7:24,88 |

## Командный зачёт
| Место | Страна         | Золото | Серебро | Бронза | Всего |
| ----- | -------------- | ------ | ------- | ------ | ----- |
| 1     | Греция         | 3      | 1       | 0      | 4     |
| 2     | Италия         | 2      | 1       | 3      | 6     |
| 3     | Украина        | 2      | 0       | 2      | 4     |
| 4     | Литва          | 2      | 0       | 1      | 3     |
| 4     | Румыния        | 2      | 0       | 1      | 3     |
| 6     | Чехия          | 1      | 2       | 1      | 4     |
| 7     | Польша         | 1      | 1       | 1      | 3     |
| 7     | Россия         | 1      | 1       | 1      | 3     |
| 9     | Беларусь       | 0      | 3       | 0      | 3     |
| 10    | Сербия         | 0      | 2       | 2      | 4     |
| 11    | Великобритания | 0      | 1       | 0      | 1     |
| 11    | Германия       | 0      | 1       | 0      | 1     |
| 11    | Эстония        | 0      | 1       | 0      | 1     |
| 14    | Португалия     | 0      | 0       | 1      | 1     |
| 14    | Хорватия       | 0      | 0       | 1      | 1     |
| Всего | Всего          | 14     | 14      | 14     | 42    |